# Intrusos en el espectáculo
Intrusos en el espectáculo, también conocido simplemente como Intrusos, es un programa de televisión de espectáculos argentino emitido por América, creado y conducido originalmente por Jorge Rial entre 2001 y 2020. Desde 2025, al igual que entre 2021 y 2022, es conducido por Adrián Pallares y Rodrigo Lussich.

## Historia

### Inicios del programa (2001–2003)
Como antecedente, durante 1999 y 2000, Jorge Rial condujo Paf!, un programa de espectáculos nocturno similar a Intrusos tanto en temática como en formato, emitido también por América.
El programa comenzó el 1 de enero de 2001 por América TV, desde un principio conducido por Jorge Rial. El nuevo ciclo se basaba en el formato del exitoso programa español de Telecinco, Crónicas marcianas, creando así un nuevo estilo en el periodismo de espectáculos en la Argentina, es decir un noticiero de la farándula, popularmente denominado “programa de chimento”.
Su estilo desenfadado y su cuota de humor ácido hicieron desde un principio del programa un éxito. Al conductor lo acompañan panelistas, en sus inicios Luis Ventura, Viviana Canosa, Marcela Coronel, Camilo García y Sergio Company. Y como locutor Claudio Orellano. En las temporadas siguientes integraron el panel: Marcela Tauro, Marcelo Polino, Connie Ansaldi, Daniel Gómez Rinaldi, Luis Piñeyro, Cora Debarbieri, Lola Cordero, entre otros. Entre sus cronistas figuran Daniel Ambrosino, Pablo Layús y “Rafa(el)” Juli.
Hasta 2002 la principal competencia del programa era Rumores, que se emitía por Azul Televisión. En ese período pasarían por el programa varios mediáticos como Guido Süller, Silvia Süller, Jacobo Winograd, Miguel “Mich” Amed, Adriana Aguirre, Ricardo García, entre otros.
Durante el verano de 2002, debido al éxito del programa, se realizaron varios especiales nocturnos titulados Intrusos en la noche. El equipo originalmente era conformado por Rial, Viviana Canosa, Marcela Coronel, Camilo García y Analía Franchín. También en ese mismo año se realizó una edición dominical llamada La Selección, con los panelistas de Intrusos y sin el conductor del programa diario.
A finales de 2002, la panelista Viviana Canosa se separó del elenco por problemas con el equipo. Camilo García la acompañó para formar su propio programa llamado Los profesionales de siempre, que pasó a ser la principal competencia de Intrusos por varios años.
En 2003 se renovó el plantel de periodistas. Connie Ansaldi, Luis Piñeyro y Daniel Gómez Rinaldi reemplazaron a Canosa, Camilo y Company.

### Finalización temporal y cambio de formato (2003–2004)
A fin de año se especuló que el programa llegaba a su fin. Rial abandonó la conducción el último mes y se despidió de Intrusos ya que iba a realizar un programa nuevo durante las noches de 2004. Beto Casella fue su reemplazante y cocondujo junto a Ventura las últimas emisiones del año 2003.
En 2004 en el horario del mediodía en lugar del clásico Intrusos, se emitió el programa Los intocables del espectáculo, con la conducción de Horacio Cabak y Beto Casella, y el panel de periodistas de la temporada anterior de Intrusos. Ese año se emitió únicamente la edición nocturna Intrusos en la noche a las 23 hs. Al principio se trató de hacer un show y no hablar de espectáculos. A Rial y Connie Ansaldi se sumaron Adrián y Alejandro Korol y como locutor y voz en off Héctor Rossi. Se instaló un nuevo estilo de locución con micrófono abierto permanentemente y su voz en off introduciendo comentarios. Compitió así con los programas de alto índice de audiencia del horario estelar. Aun así, después de unas semanas de zozobra y de perder contra sus competidores por diferencia de más de 25 puntos, logró repuntar aprovechando el sonado caso de Juan Castro y los problemas de Pipo Cipolatti. Finalmente se sumaron Luis Ventura y Marcelo Polino.

### Vuelta a la tarde (2005–2021)
En 2005 Intrusos volvió a su habitual horario de la tarde, de lunes a viernes desde las 16:30 hasta las 19:00.
En la emisión del día 2 de agosto del 2010, el programa alcanzó picos de audiencia de 14.5 puntos, con entrevistas a los mediáticos Zulma Lobato y Ricardo Fort.
A partir del 21 de febrero de 2011, pasó a emitirse entre las 13:00 y las 15:30 por una idea del canal de ponerlo más temprano por la finalización temporal del programa Almorzando con Mirtha Legrand, el cual terminó su temporada de verano en Mar del Plata el 18 de febrero de 2011. En mayo, se esperaba que el horario del programa de Rial volviera a ser el de antes ya que se esperaba que el programa de Mirtha Legrand volviera a emitirse durante ese mes.
En 2013, el programa obtuvo dos de sus mayores marcas de audiencia. El 16 de abril, con una entrevista a Leonardo Fariña, denunciado por lavado de dinero, Intrusos promedió 9.2 puntos y tuvo picos de 15. El día 26 de noviembre de 2013, el programa logró su mayor índice de audiencia en su historia, con un promedio de 13.3 puntos y picos de 17, debido las noticias de la muerte del mediático Ricardo Fort.
Desde el mes de julio hasta el mes de noviembre de 2018, Moria Casán reemplazó en la conducción a Jorge Rial debido a problemas familiares con su hija Morena.
Luego de llevar a cabo la sección titulada  "Los escandalones" en Intrusos, Rodrigo Lussich inicia en América el programa dominical  El show de los Escandalones, producido por Adrián Pallares, donde fue acompañado por un panel rotativo desde septiembre de 2020 hasta enero de 2022.
Durante 2020, con motivo del vigésimo aniversario del programa, Rodrigo Lussich lleva a cabo una sección denominada Intrusos Retro recordando los mejores momentos de Intrusos. 

### Primera etapa de Pallares y Lussich (2021–2022)
El 3 de febrero de 2021, luego de numerosos rumores sobre su continuidad al frente del programa, Rial regresa como invitado para confirmar su salida de Intrusos tras 20 temporadas y anunciar el inicio de un nuevo programa en el prime-time de América, titulado TV nostra. De esta forma, a partir del 1 de marzo, Adrián Pallares y Rodrigo Lussich asumen la conducción oficial del programa, acompañados por Paula Varela, Marcela Baños, Virginia Gallardo y Evelyn Von Brocke. Luego, se incorporaría Karina Iavícoli.
A finales de mayo de 2021, tras el bajo índice de audiencia de TV nostra y su levantamiento, el horario es ocupado por Especial Intrusos, una edición nocturna también conducida por Pallares y Lussich con el mismo panel que a la tarde durante las primeras semanas, luego solamente acompañados por Varela y Gallardo y un grupo de panelistas invitadas rotativas. El programa nocturno se extendió hasta septiembre del mismo año, para cederle el lugar a Polémica en el bar trasnoche.

### Conducción de Florencia de la V (2022–2024)
El 21 de enero de 2022, Pallares y Lussich abandonan el programa para iniciar la conducción de Socios del espectáculo, un nuevo programa de espectáculos en los mediodías del Canal 13. Desde el 24 de enero son sucedidos en la conducción por Florencia de la V, acompañada en el panel por Marcela Tauro, Daniel Ambrosino, Virginia Gallardo, Maite Peñoñori y Lucas Bertero. Ambrosino y Bertero dejaron el programa, reemplazados por Nancy Duré y Pablo Layús. Laura Ubfal comenzó una columna en el programa y en diciembre, se incorporó al panel, Guido Zaffora, quien condujo una emisión en ausencia de Tauro y de la V.
En 2023, se actualizó el programa, con la salida de Virginia Gallardo hacia Socios del espectáculo, la incorporación de "Pampito" al panel y el regreso de Karina Iavícoli. Durante el año, Nancy Duré y Maite Peñoñori fueron desvinculadas del programa, sumándose a Socios del espectáculo y LAM, respectivamente. Al año siguiente, se incorporó Josefina Pouso al panel.

### Regreso de Pallares y Lussich (2025–presente)
En diciembre de 2024, se confirmó la desvinculación de Florencia de la V del programa y el regreso de Adrián Pallares y Rodrigo Lussich, quienes concluyeron su programa Socios del espectáculo en Canal 13, para asumir nuevamente la conducción del ciclo en su temporada 25. De la V renuncia al programa antes de terminar el mes y Marcela Tauro asume provisoriamente la conducción durante diciembre, enero y parte de febrero hasta el regreso de los conductores.
Para comenzar la temporada 25, el 1 de enero de 2025 se hizo la primera edición especial del año, con la conducción de Luis Ventura y Marcela Tauro, la presentación de Héctor Rossi, con Marcelo Polino como panelista invitado en el primer bloque y con los cronistas Daniel Ambrosino, Rafael Juli, Alejandro Guatti, Pablo Layús y Alfonso Oliva en el segundo bloque. Durante toda la emisión se recordaron primicias y peleas históricas de las temporadas anteriores.
A partir de enero de 2025, ingresa al panel Andrea Taboada, luego de su desvinculación de DDM. Ese mismo mes se confirmó que el panel de la temporada 25 estaría compuesto por Marcela Tauro, Karina Iavícoli, Andrea Taboada y el regreso también de Paula Varela, proveniente de Socios del espectáculo.El 6 de febrero, Marcela Tauro se despide en vivo de la conducción interina del ciclo y se produce la salida de Guido Záffora, Laura Ubfal, Josefina Pouso y la locutora Verónica Pérez Guidek.
El lunes 10 de febrero, comienza oficialmente la temporada 25 del programa, con un cambio de escenografía y el regreso de Adrián Pallares, Rodrigo Lussich, Paula Varela y el locutor Fabián Cerfoglio conformando el equipo titular junto a las panelistas Marcela Tauro, Karina Iavícoli y Andrea Taboada y los cronistas; Pablo Layús desde Carlos Paz, Alejandro Guatti y Alfonso Oliva desde Mar del Plata, y Rafael Juli y Candela Mazzone desde Buenos Aires.
A partir del lunes 24 de marzo, para celebrar los 25 años del programa, inicia la sección Los 25 de los 25 años de Intrusos con la visita de exintegrantes del programa, siendo el primero Camilo García y posteriormente Connie Ansaldi, Analía Franchín, Luis Piñeyro, Marcelo Polino, Augusto Tartúfoli, Marcela Baños y Daniel Gómez Rinaldi.

## Temporadas
| Temporada | Conducción                        | Año  | Rating prom. | Ref.   |
| --------- | --------------------------------- | ---- | ------------ | ------ |
| 1         | Jorge Rial                        | 2001 |              |        |
| 2         | Jorge Rial                        | 2002 |              |        |
| 3         | Jorge Rial                        | 2003 |              |        |
| 4         | Jorge Rial                        | 2004 | 6.6          | [ 14 ] |
| 5         | Jorge Rial                        | 2005 | 7.1          | [ 14 ] |
| 6         | Jorge Rial                        | 2006 | 8.1          | [ 14 ] |
| 7         | Jorge Rial                        | 2007 | 8.0          | [ 14 ] |
| 8         | Jorge Rial                        | 2008 | 7.4          | [ 14 ] |
| 9         | Jorge Rial                        | 2009 | 7.2          | [ 14 ] |
| 10        | Jorge Rial                        | 2010 | 7.5          | [ 14 ] |
| 11        | Jorge Rial                        | 2011 | 6.0          | [ 14 ] |
| 12        | Jorge Rial                        | 2012 | 6.4          | [ 14 ] |
| 13        | Jorge Rial                        | 2013 | 7.5          | [ 14 ] |
| 14        | Jorge Rial                        | 2014 | 7.0          | [ 14 ] |
| 15        | Jorge Rial                        | 2015 | 6.4          | [ 14 ] |
| 16        | Jorge Rial                        | 2016 | 6.2          | [ 14 ] |
| 17        | Jorge Rial                        | 2017 | 5.1          | [ 14 ] |
| 18        | Jorge Rial                        | 2018 | 3.7          | [ 15 ] |
| 19        | Jorge Rial                        | 2019 |              |        |
| 20        | Jorge Rial                        | 2020 | 2.9          | [ 16 ] |
| 21        | Adrián Pallares y Rodrigo Lussich | 2021 | 2.6          | [ 17 ] |
| 22        | Florencia de la V                 | 2022 | 2.5          | [ 18 ] |
| 23        | Florencia de la V                 | 2023 | 2.8          | [ 19 ] |
| 24        | Florencia de la V                 | 2024 | 2.3          |        |
| 25        | Adrián Pallares y Rodrigo Lussich | 2025 | 2.6          | [ 20 ] |

## Equipo

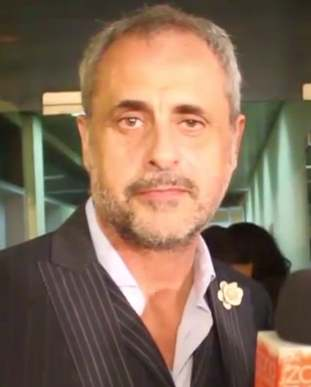
Jorge Rial, histórico conductor (2001–2021).

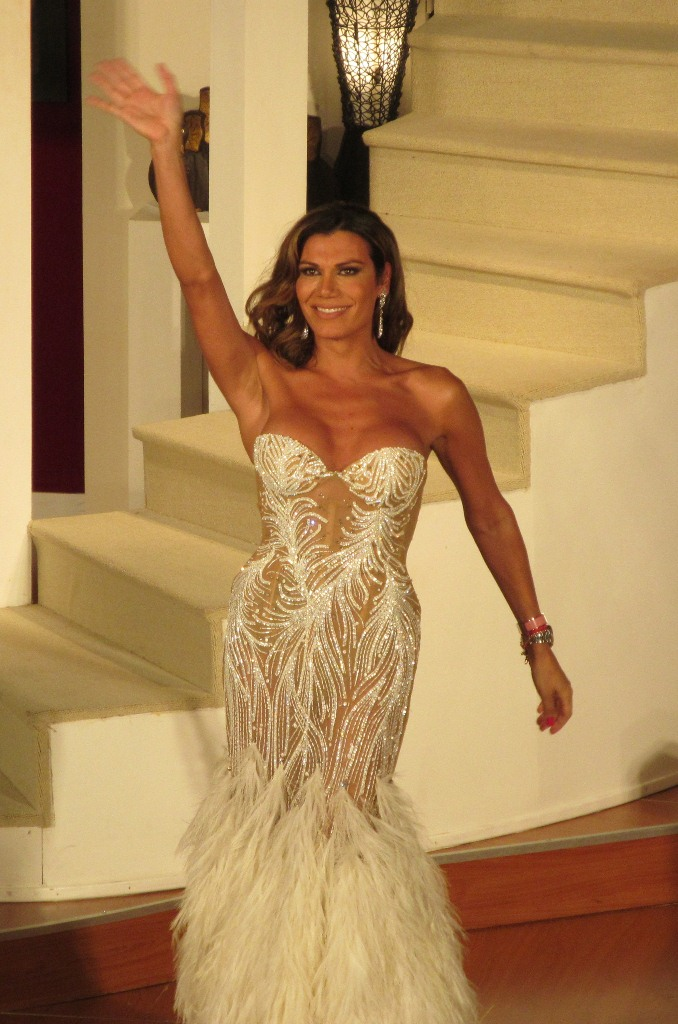
Florencia de la V, conductora entre enero de 2022 y diciembre de 2024.

### Conducción
- Jorge Rial (2001–2020)
- Adrián Pallares (2021–2022, 2025–presente)
- Rodrigo Lussich (2021–2022, 2025–presente)
- Florencia de la V (2022–2024)

### Conductores de reemplazo
- Luis Ventura (2001–2014, 2022, 2025)
- Beto Casella (2003)
- Adrián Pallares (2013, 2014–2021)
- Marcela Tauro (2013, 2022–2025)
- Marcelo Polino (2014–2020, 2023)
- Rodrigo Lussich (2015, 2021)
- Mariano Iúdica (2017)
- Moria Casán (2018)
- Alejandro Fantino (2022)
- Guido Záffora (2022) y junto a Laura Ubfal (2024)

### Panelistas actuales
- Marcela Tauro (2003, 2005–2020, 2022–presente)
- Paula Varela (2020–2022, 2025–presente)
- Karina Iavícoli (2021–2022, 2023–presente)
- Pablo Layús (2022–presente)
- Andrea Taboada (2025–presente)

### Panelistas ocasionales
- Pablo Layús (2001–2018)
- Alejandro Guatti (2005–presente)
- Daniel Ambrosino (2009–2016, 2021–presente)
- Nilda Sarli (2018)
- Gonzalo Vázquez (2019–2024)
- Gabriel Olivieri (2020–2024)
- Celeste Muriega (2021)
- Julieta Novarro (2021, 2025)
- Josefina Pouso (2021–2022, 2024)
- Paula Galloni (2021–2023)
- Nancy Duré (2021–2022)
- Guido Záffora (2022)
- Martín Salwe (2022–2023, 2025)
- Kennys Palacios (2023–2024)
- Damián Rojo (2024–2025)
- Luciana Elbusto (2025)

### Panelistas anteriores
- Luis Ventura (2001–2014)
- Marcela Coronel (2001–2003)
- Viviana Canosa (2001–2002)
- Camilo García (2001–2002)
- Analía Franchín (2001–2002)
- Sergio Company (2001–2002)
- Daniel Gómez Rinaldi (2003, 2005–2011)
- Luis Piñeyro (2003, 2005–2008)
- Connie Ansaldi (2003–2006)
- Marcelo Polino (2004–2009)
- Adrián Korol (2004)
- Alejandro Korol (2004)
- Cora Debarbieri (2006–2014)
- Lola Cordero (2008–2010)
- Marcela Baños (2011–2014, 2021–2022)
- Nazarena Nóbile (2011–2013)
- Adrián Pallares (2013–2021)
- Marina Calabró (2014–2018)
- Tamara Pettinato (2014–2015)
- Alessandra Martín (2014)
- Augusto Tartúfoli (2015–2018)
- Juana Repetto (2015–2016)
- Daniel Ambrosino (2016–2020, 2022)
- Débora D'Amato (2016–2021)
- Damián Rojo (2016–2021)
- Guido Záffora (2018-2020, 2022-2025)
- Ángeles Balbiani (2018–2020)
- Mina Bonino (2018)
- Mariano Caprarola (2018)
- Rodrigo Lussich (2020–2021)
- Virginia Gallardo (2021–2022)
- Evelyn Von Brocke (2021)
- Maite Peñoñori (2022–2023)
- Lucas Bertero (2022)
- Nancy Duré (2022–2023)
- Sebastián "Pampito" Perelló Aciar (2023–2024)
- Josefina Pouso (2024–2025)

### Columnistas en sección
- Victoria «Juariu» Braier (2019) en Upiteando a los famosos
- Rodrigo Lussich (2020–2021) en Los escandalones
- Laura Ubfal (2022–2025) en Laura Ubfal sin filtro
- Mauricio D'Alessandro (2022–2023) en Expedientes judiciales de los famosos
- Héctor Rossi (2022) en Intrusos paranormal

### Cronistas
- Rafael Juli (2001–presente)
- Analía Franchín (2001–2002)
- Daniel Ambrosino (2001–2020)
- Pablo Layús (2001–2018, 2020–presente)
- Luciana Salazar (2002–2003)
- Alejandro Guatti (2005–presente)
- Gonzalo Vázquez (2019–2024)
- Laura Loforte (2020–2021)
- Lucía Ugarte (2021)
- Alfonso Oliva (2022–presente)
- Candela Mazzone (2024–2025)

### Locutores
- Claudio Orellano (2001–2003, 2020)
- Héctor Rossi (2003–2016, 2022–2023)
- Fabián Cerfoglio (2016–2022, 2025–presente)
- Pablo Vicente (2023–2024)
- Verónica Pérez Guidek (2024–2025)

## Cortinas musicales
- Javier Calamaro – Siempre seré un intruso (2001–2003)
- Barry White – You're the First, the Last, My Everything (2005–2020)[21]
- Francheros – Dame más (2021–2022)
- Javier Calamaro – Siempre seré un intruso: 25 años (2025–presente)

## Versiones internacionales
- Chile: Empezó en el 2006 emitido en la versión chilena, Intrusos en la Televisión, por la cadena televisiva Red Televisión, conducido por Julia Vial. En un principio, ambos programas atravesaron una batalla legal que se solucionó cuando la versión chilena optó por cambiar el nombre, ya que el formato sí había sido comprado legítimamente.[22]
- Costa Rica: Desde el 4 de marzo de 2009 hasta el 30 de septiembre de 2016 y por siete temporadas, se transmitió el programa costarricense Intrusos de la farándula por el canal 11 de Repretel.[23][24][25]
- México: En 2018 estrena su versión mexicana con el mismo nombre, conducido por Juan José Origel, Martha Figueroa y Atala Sarmiento, a cargo de Canal 9 de Televisa. Finalizó el 14 de junio de 2019, a casi un año de su estreno.[26]
- Ecuador: En 2018, se estrenó su versión ecuatoriana bajo el nombre "Intrusos" a cargo del canal RTS.[27] Fue emitido por una temporada con la conducción de Marián Sabaté.[28]